# 五十島橋
五十島橋（いがしまばし）は、新潟県東蒲原郡阿賀町五十島 - 岩谷の阿賀野川に架かる新潟県道135号五十島停車場線の橋長440.8 m（メートル）の桁橋。

## 概要
- 形式 - 4径間鋼連続鈑桁橋+鋼単純鈑桁橋6連
- 橋長 - 440.8 m[1]
  - 中央6径間支間割 - 39.250 m + (59.500 m + 60.000 m + 60.000 m + 59.500 m) + 39.250 m
- 幅員
  - 総幅員 - 8.300 m
  - 有効幅員 - 7.500 m
  - 車道 - 6.000 m
  - 歩道 - 両側0.750 m
- 床版 - 鉄筋コンクリート
- 総鋼重 - 560 t
- 施工 - 川田工業

## 歴史
三川村五十島集落へは本橋の架橋以前には他の阿賀野川流域と同様にかつて県営の五十島渡船場があった。五十島橋が渡船場下流に1979年（昭和54年）4月に完成すると、渡船に替わりこちらが使われるようになった。
2019年（平成31年）4月から新コースとして五十島渡船場跡までの五十島巡りコースが阿賀野川ライン遊覧船が運行されている。